# جون كابالدي
جون كابالدي (بالإنجليزية: John Capaldi)‏ هو لاعب كرة قدم بريطاني في مركز الهجوم، ولد في 16 نوفمبر 1959 في Newarthill ‏ في المملكة المتحدة. لعب مع أستون فيلا ونادي ماذرويل.